# アメリカ暖房冷凍空調学会
アメリカ暖房冷凍空調学会（アメリカだんぼうれいとうくうちょうがっかい、英: American Society of Heating, Refrigerating and Air-Conditioning Engineers, ASHRAE）は、暖房、換気、空調、冷凍など（空気調和、HVAC&R）に関わるあらゆる個人や団体のための国際的学会である。多数の技術委員会があり、毎年2回定例の総会が開かれている。冬の総会では、同時に AHR Expo という見本市も開催している。
日本冷凍空調学会は ASHRAE の Associate Society となっている。

## 刊行物
ASHRAE Handbook は、空気調和技術に関する4巻の資料であり、紙に印刷されたバージョンと電子バージョンがある。各巻の題名は Fundamentals、HVAC Applications、HVAC Systems and Equipment、Refrigeration である。この4巻のうち1巻ずつ毎年改版されている。
ASHRAE は空気調和システムに関連する工業規格やガイドラインも策定している。これらは建築規格からもよく参照されている。ASHRAEの規格の例を以下に挙げる。
- Standard 34 – Designation and Safety Classification of Refrigerants
- Standard 55 – Thermal Environmental Conditions for Human Occupancy
- Standard 62.1 – Ventilation for Acceptable Indoor Air Quality （2001年までのバージョンは "62"、2004年以降のバージョンは "62.1"）
- Standard 62.2 - Ventilation and Acceptable Indoor Air Quality in Low-Rise Residential Buildings
- Standard 90.1 - Energy Standard for Buildings Except Low-Rise Residential Buildings （北米照明学会との共同規格）
- Standard 135 – BACnet - A Data Communication Protocol for Building Automation and Control Networks

ASHRAEの規格は定期的にレビューされ、改版され、出版されている。そのため、規格の発行年が重要となる。
ASHRAE は月刊誌 ASHRAE Journal を出版している。空気調和技術に関する査読済み論文、今後の会合や見本市の予定などが掲載されている。会員には、この雑誌と ASHRAE Handbook の最新版が送られる。他にも様々な書籍を出版しており、ASHRAE Transactions や International Journal of HVAC&R Research などがある。

## 歴史
ASHRAE は1894年、志を同じくするニューヨークの技術者らが会合を開いた際に創設された。1954年までは American Society of Heating and Ventilating Engineers (ASHVE) と呼称していたが、同年 American Society of Heating and Air-Conditioning Engineers (ASHAE) と改称。1959年、ASHAE と American Society of Refrigerating Engineers (ASRE) が合併して、現在の名称になった。名称に American とあるが、国際的組織へと発展している。全世界に約55,000名の会員がいる。本部はジョージア州アトランタにある。